# Komplexes Maß
Ein komplexes Maß ist eine Art Verallgemeinerung des Maßes aus dem mathematischen Teilgebiet der Maßtheorie. Es ist wie das Maß eine Funktion, die von einem Mengensystem, meist einer σ-Algebra, abbildet. Das komplexe Maß lässt jedoch als Wertemenge die komplexen Zahlen zu, d. h.
{\displaystyle \mu :{\mathcal {A}}\to \mathbb {C} }
für ein Mengensystem {\displaystyle {\mathcal {A}}}.

## Definition
Sei {\displaystyle \Omega } eine nichtleere Menge und {\displaystyle {\mathcal {C}}\subseteq 2^{\Omega }} eine Teilmenge der Potenzmenge von {\displaystyle \Omega } mit {\displaystyle \emptyset \in {\mathcal {C}}}. 
Eine Mengenfunktion {\displaystyle \nu } von 
{\displaystyle {\mathcal {C}}} in die komplexen Zahlen {\displaystyle \mathbb {C} } heißt komplexes Maß, wenn
{\displaystyle \nu (\emptyset )=0}
und für jede disjunkte Familie {\displaystyle (A_{i})_{i\in \mathbb {N} }} mit {\displaystyle A_{i}\in {\mathcal {C}}} und {\displaystyle \textstyle \bigcup _{i\in \mathbb {N} }A_{i}\in {\mathcal {C}}}
{\displaystyle \nu \left(\bigcup _{i\in \mathbb {N} }A_{i}\right)=\sum _{i\in \mathbb {N} }\nu (A_{i})}
gilt, wobei die Reihe {\displaystyle \textstyle \sum _{i\in \mathbb {N} }\nu (A_{i})} absolut konvergieren muss, das heißt {\displaystyle \textstyle \sum _{i\in \mathbb {N} }|\nu (A_{i})|<\infty }. Letztere Eigenschaft wird auch als {\displaystyle \sigma }-Additivität bezeichnet.
In den meisten Anwendungen ist das Mengensystem {\displaystyle {\mathcal {C}}} eine σ-Algebra, dann ist {\displaystyle \textstyle \bigcup _{i\in \mathbb {N} }A_{i}} immer in {\displaystyle {\mathcal {C}}} enthalten.

## Eigenschaften
Jedes endliche (Prä-)Maß ist ein komplexes Maß, wenn man den reellen Bildbereich des Maßes in die komplexen Zahlen einbettet.
Für ein komplexes Maß sind offensichtlich Real- und Imaginärteil signierte Maße. Da jedes signierte Maß als Differenz zweier positiver Maße geschrieben werden kann (Hahn-Jordan-Zerlegung), kann jedes komplexe Maß als Linearkombination von vier positiven Maßen geschrieben werden.